# Neri Maria Corsini
Pour les articles homonymes, voir Corsini et Corsini (homonymie).
Neri Maria Corsini (né le 19 mai 1685 à Florence, dans l'actuelle région Toscane, alors capitale du Grand-duché de Toscane et mort le 6 décembre 1770 à Rome) est un cardinal italien du XVIIIe siècle. Il est un neveu du pape Clément XII.

## Biographie
Neri Maria Corsini exerce diverses fonctions au sein de la Curie romaine, notamment au Tribunal suprême de la Signature apostolique. 
Son oncle, le pape Clément XII le crée cardinal in pectore lors du consistoire du 14 août 1730. Sa création est publiée en décembre 1730. 
Le cardinal Corsini est préfet du Tribunal suprême de la Signature apostolique. De 1753 jusqu'à sa mort, il est secrétaire de la Congrégation de l'Inquisition.
Il participe au conclave de 1740, lors duquel Benoît XIV est élu pape, puis à ceux de 1758 (élection de Clément XIII) et de 1769 (élection de Clément XIV).
Il meurt le 6 décembre 1770 après un cardinalat de 40 ans et 114 jours, d'août 1730 à décembre 1770.

### Sources
- Fiche du cardinal Neri Maria Corsini sur le site fiu.edu